# Pelochyta cinerea
Pelochyta cinerea är en fjärilsart som beskrevs av Walker 1855. Pelochyta cinerea ingår i släktet Pelochyta och familjen björnspinnare. Inga underarter finns listade i Catalogue of Life.